# Regiunea Dakhlet Nouadhibou
Dakhlet Nouadhibou (arabă داخلت انواديبو) este o regiune a Mauritaniei, cu reședința la Nouadhibou.  Se învecinează cu Sahara Occidentală la nord, regiunea mauritană Inchiri la est și Oceanul Atlantic la vest. Reprezintă o parte a peninsulei Cabo Blanco.